# Федоряка Петро Вікторович
Петро́ Ві́кторович Федоря́ка (нар. 15 вересня 1964, Нова Гребля —  † 31 липня 2014, Шахтарськ) — відомий український коваль, учитель вищої категорії, колишній голова обласної і член Всеукраїнської комісії з перевірки завдань учнівських олімпіад із інформатики, український військовик, учасник російсько-української війни.

## Життєпис

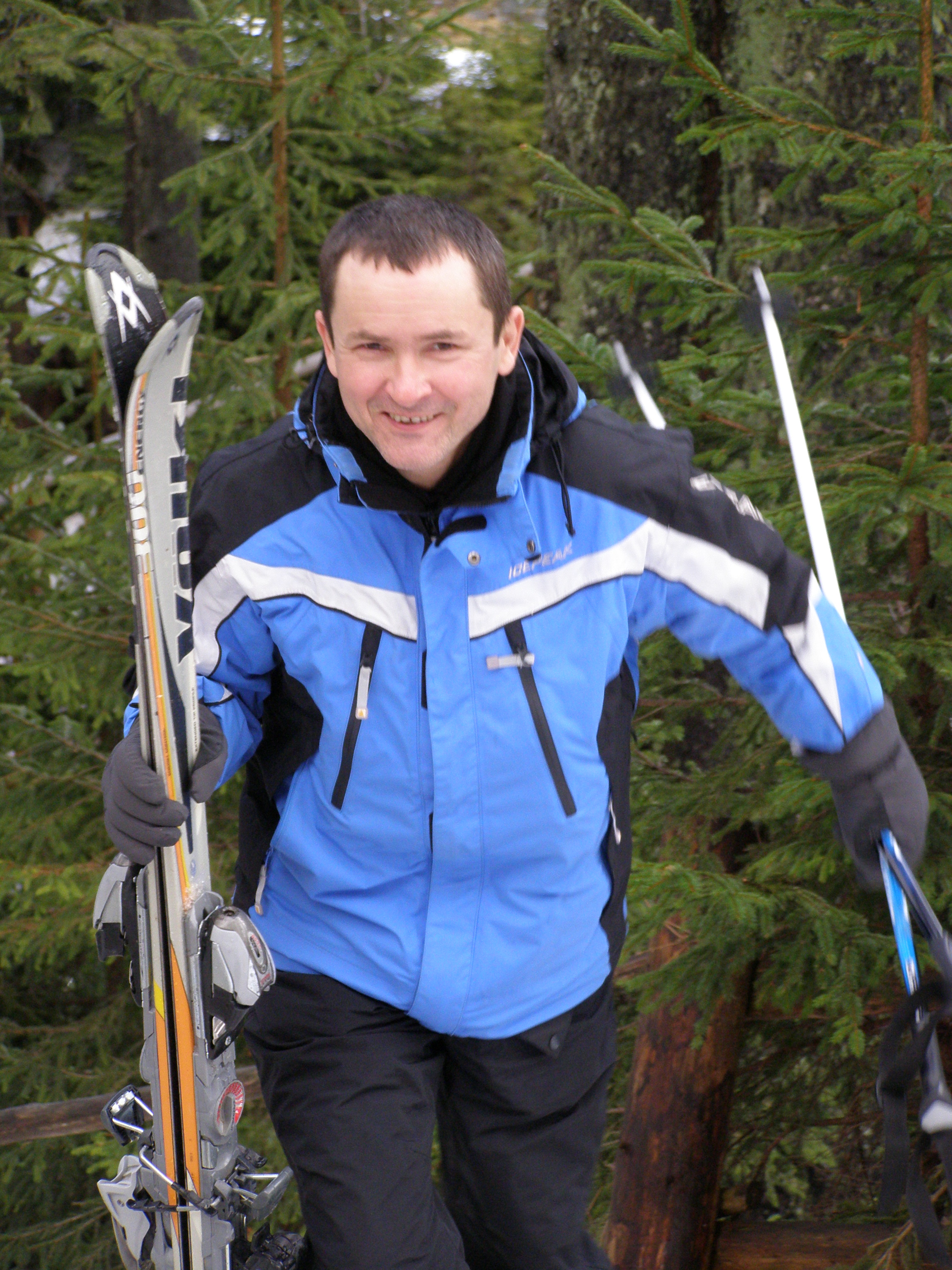
Петро Федоряка любив спорт

Народився в селі Нова Гребля Роменського району Сумської області в сім'ї колгоспників. Його батько працював трактористом, комбайнером, електриком. Ще в дошкільному віці Петро неодноразово бував у сільській кузні. За його власним визнанням, його перша кришталева мрія дитинства — побудувати свою домашню кузню.
Навчався в Новогребельській восьмирічній школі. 1981 року закінчив Андріяшівську середню школу.
У 1986 році закінчив Харківський державний університет імені О. М. Горького за спеціальністю математика. Працював викладачем у Кегичівському ПТУ, учителем інформатики і математики в Шахворостівській та Трудолюбівській школах Миргородського району Полтавської області. В останній завдяки йому школярі першими отримали нові комп'ютерні класи, його учні програмували, випускали одну з перших в області шкільних газет під назвою «… ВСІМ».
З 2003 року Петро Федоряка — приватний підприємець, відомий в Україні та за її межами коваль, майстер художнього кування, ножар, який виготовляв ножі й клинки періоду вікінгів, Середньовіччя, Київської Русі, умів варити булат і кувати дамаск, мав понад 100 учнів ковальської справи. З його ініціативи створено Гільдію майстрів України «Коло», поновлено традицію відзначати ковальські свята.
Федоряка є ініціатором і організатором Міжнародного фестивалю ножових майстрів «Трудолюб», який проводиться щорічно в однойменному селі Миргородського району, він — співорганізатор Ковальського фестивалю «Місто майстрів» у Миргороді. Там, на центральній площі, у 2014 році встановлено кований сонячний годинник, присвячений загиблому герою. Гільдія майстрів «Коло» та створена ним «Кузня Петра» є постійними учасниками різних фестивалів, конкурсів, виставок:
- Міжнародний фестиваль «Свято ковалів» (Івано-Франківськ)
- Міжнародне свято ковальського мистецтва (Пирогове)
- Сорочинський ярмарок
- Фестиваль історичної реконструкції «Грюнвальд» (Польща)
- Фестиваль історичної реконструкції (Австрія)
- Фестиваль «Меч Луцького замку» (Луцьк)
- Фестивалі у місті Кам'янець-Подільський
- Міжнародний День музеїв (Дніпро)
- Міжнародні щорічні виставки: «Сталева грань», «Мисливство та рибальство», «Майстер — клинок», «Біла зброя» (Київ), «RIF» (Ізраїль).

Автор багатьох публікацій, статей у журналах «Клинок», «Ковальська майстерня», «Хобби», «RIF» тощо. Ім'я Федоряки занесено до Книги рекордів України в категорії «Ковальське мистецтво, розміри» за виготовлення давньоруської сокири мінімального розміру методом кування. Петро Вікторович запровадив премію «Найкращий фізик школи» у Трудолюбівській та Андріяшівській школах, яка щорічно вручалася дітям на свято Кузьми та Дем'яна. «Кузня Петра» постійно допомагає школі, жителям села.
Був великим патріотом, уславлював свою другу батьківщину й пишався селом Трудолюб.
Був одруженим, є діти та онуки.
Під час першої хвилі мобілізації (березень 2014) старший лейтенант Федоряка дістав призначення командиром зенітно-артилерійського взводу 25-ї повітряно-десантної бригади, у складі якої виконував бойові завдання у тодішній зоні АТО. Загинув 31 липня 2014 року в Шахтарську під час танкової атаки російських найманців із засідки на колону БТР десантників. Терористи тимчасово поховали біля недобудованої церкви у парку Шахтарська — разом з побратимами: Артемом Джубаткановим, Євгеном Сердюковим, Олексієм Сєдовим, Станіславом Трегубчаком, Володимиром Халіним, та, можливо — Володимиром Самишкіним. Тоді ж поліг Андрій Болтушенко. Вважається зниклим старший лейтенант Шатайло Михайло Сергійович — тіло не ідентифіковане.
За оцінками вебкористувачів, наслідки цього бою, викладені в Інтернет причетними до вбивства Федоряки російськими окупантами, стали яскравим унаочненням морального виродження, тваринної жорстокості та зоологічної ненависті до українців тих російських військовослужбовців і громадян Росії, які воюють на українському Донбасі за «русскій мір».
Похований 15 жовтня 2014 у селі Трудолюб з військовими почестями. Жалобна процесія за участю ковалів з різних куточків України простяглася на кілометр.
14 березня 2015 року Указом Президента України посмертно нагороджений орденом Богдана Хмельницького III ступеня за особисту мужність і високий професіоналізм, виявлені у захисті державного суверенітету та територіальної цілісності України.
15 квітня 2015 року на фасаді Трудолюбівської загальноосвітньої школи I—III ступенів урочисто відкрили пам'ятну дошку на спомин про Петра Федоряку. За українським звичаєм меморіальну дошку освятили. Трудолюбівська сільська громада визнала його Почесним громадянином Миргородського району. Його ім'я також занесено до Книги пошани Полтавської області.
Так сталося, що гасло «Ніхто крім нас» 25-ї повітряно-десантної бригади, де служив Петро Федоряка, звучить ніби відповідь на девіз «Якщо не я, то хто?», з яким визначний майстер ковальської справи упевнено йшов по життю і в усьому прагнув довершеності.

## Нагороди з ковальства
2004 рік
1. Подяка за активну участь у проведенні «Дня коваля» в Музеї народної архітектури та побуту України та відродженні традиційного ковальства в Україні

2005 рік
1. Подяка за збереження та примноження найкращих традицій народної культури і мистецтва та за активну участь у фестивалі народної творчості на національному Сорочинському ярмарку
2. Грамота за перемогу у номінації «Народний майстер» Національного Сорочинського ярмарку
3. Почесна Грамота Миргородської райдержадміністрації та районної ради за вагомий особистий внесок в розвиток економіки району, підтримки малого та середнього бізнесу, активну громадську діяльність

2006 рік
1. Диплом за участь у Національному Сорочинському ярмарку
2. Подяка за вагомий внесок у розвиток зброярства України під час тижня майстрів-зброярів України
3. Грамота відділу культури і туризму Миргородської райдержадміністрації майстру народних промислів за творчі досягнення у збереженні, розвитку, пропаганді народних промислів та з нагоди Дня підприємця

2007 рік
1. Диплом за участь у фестивалі «Свято ковалів» V міжнародного фестивалю ковальського мистецтва
2. Почесний диплом учасника ІІІ спеціалізованої виставки «Майстер — Клинок»
3. Почесний диплом ІІІ ступеня спеціалізованої виставки «Майстер — Клинок»

2008 рік
1. Диплом учасника Метал-форуму України — 2008
2. Диплом за участь у Національному Сорочинському ярмарку
3. Диплом учасника І міжнародного ножового шоу «Сталева грань» (травень)
4. Диплом учасника ІІ міжнародного ножового шоу «Сталева грань» (грудень)
5. Почесний диплом «Майстер — Золоті руки 2008», ніж «Амулет» IV спеціалізованої виставки «Майстер — Клинок»

2009 рік
1. Диплом за участь у Національному Сорочинському ярмарку
2. Диплом учасника міжнародного ножового шоу «Сталева грань» (травень)
3. Диплом учасника міжнародного ножового шоу «Сталева грань» (грудень)
4. Диплом за участь у фестивалі «Свято ковалів» VII міжнародного фестивалю ковальського мистецтва
5. Почесний диплом учасника ювілейної спеціалізованої виставки «Майстер — Клинок 2009»

2010 рік
1. Диплом за участь у VIII міжнародному фестивалі ковальського мистецтва «Свято ковалів»
2. Подяка за допомогу в організації і проведенні міжнародного свята мисливців та любителів природи «Фестини Діани»
3. Диплом учасника міжнародного ножового шоу «Сталева грань»
4. Диплом за участь у Національному Сорочинському ярмарку
5. Подяка за безкорисливу допомогу, вагомий особистий внесок у розвиток освіти Миргородщини та з нагоди Дня Благодійника

2011 рік
1. Диплом за участь у Національному Сорочинському ярмарку
2. Диплом учасника VII міжнародного ножового шоу «Сталева грань»
3. Диплом за участь у XX міжнародній спеціалізованій виставці «Мисливство та рибальство»
4. Диплом за активну участь у проведенні виставки-фестивалю «Майстер — Ніж 2011»

2012 рік
1. Диплом учасника IX міжнародного шоу «Сталева грань»
2. Диплом за участь у міжнародному Зимовому Ножовому Шоу R.I.F. — 2012 (Ізраїль)
3. Диплом за встановлення рекорду України в категорії «Ковальське мистецтво, розміри» — виготовлення древньоруської сокири мінімальних розмірів методом кування. Зафіксований результат: висота — 36,25 мм, ширина — 11,28 мм, довжина — 25,11 мм під час національного шоу «Сталева грань»

2013 рік
1. Козацька Грамота за сприяння у розбудові козацької структури — рою «Яструби» Трудолюбівської ЗОШ І—ІІІ ст.
2. Диплом учасника X міжнародного шоу «Сталева грань»
3. Диплом за участь у XI міжнародному фестивалі ковальського мистецтва «Свято ковалів»
4. Подяка за участь у Першому українському ковальському фестивалі ножових майстрів
5. Подяка за участь в майстер-класі на Першому українському ковальському фестивалі ножових майстрів
6. Диплом переможця у пленері «Позитив — 2013» на XI міжнародному фестивалі ковальського мистецтва «Свято ковалів»